# 霍夫县
霍夫县（德語：Landkreis Hof）是德国巴伐利亚州的一个县，隶属于上弗兰肯行政区，首府霍夫。

## 華語譯名
由於兩岸對於德國行政區「Landkreis」翻譯的不同，台灣譯為「霍夫郡」；中國大陸譯為「霍夫縣」。